# Kunigas (powieść)
Kunigas. Powieść z podań litewskich – powieść historyczna Józefa Ignacego Kraszewskiego powstała w 1881 r., dedykowana Michałowi Jezierskiemu.
Wydanie książkowe w roku następnym u S. Lewentala w Warszawie, kolejne w 1901, następnie edycja M. Arcta (dwutomowa) w „Bibliotece Wielkich Pisarzy” (tom 22-23) w 1928. W okresie powojennym w opracowaniu Stefana Świerzewskiego, z 15 ilustracjami Michała Elwiro Andriollego (Spółdzielczy Instytut Wydawniczy, Warszawa 1947) oraz 3 wydania Ludowej Spółdzielni Wydawniczej (1954, 1955, 1956). Przekład rosyjski wydany w Petersburgu 1899, później w Piotrogrodzie (1915).

## Tło powstania

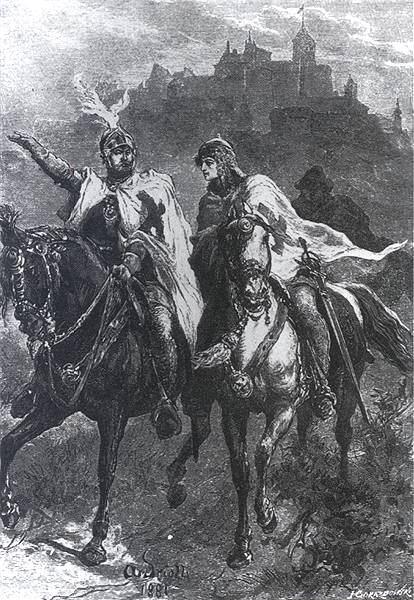
...W towarzystwie Bernarda, za sobą mając parobka, jechał do Pynaufeldu...
(ilustracja M. E. Andriollego, 1895)

Sam pomysł dramatycznej fabuły nasunęło autorowi napotkane podanie o bohaterskiej walce litewskiego gródka z Krzyżakami, wcześniej opisane już w obszernej dwutomowej monografii Kraszewskiego Litwa – starożytne dzieje, ustawy, język, obyczaje, pieśni, przysłowia, podania itd. (Warszawa 1847-1850). Pisarz wcześnie interesował się całościowo problematyką litewską, uważając się za „Litwina” i ceniąc sobie swą kresową polskość. Rodzimą scenerię utworu (opisy krajobrazowe, sceny puszczańskie) Kraszewski znał z autopsji, jak również podziwianą architekturę znanego z podróży Malborka.
Niezależnie od własnych badań i poszukiwań dla lepszego poznania przeszłości Litwy, inspiracją mogła być historyczna powieść Feliksa Bernatowicza Pojata, córka Lezdejki, albo Litwini w XIV wieku (1826), bardzo popularna w pierwszej połowie stulecia i znana w licznych wydaniach (6 wydań przed powieścią Kraszewskiego) oraz przeróbkach (tłumaczona też na rosyjski, francuski, niemiecki i angielski). Pisarzowi dobrze znany był również (recenzowany przez niego) utwór Władysława Syrokomli Margier – poemat z dziejów Litwy (1855), też osnuty na wyżej wspomnianym podaniu litewskim.

## Zarys fabuły
Powieść, której akcja rozgrywa się w latach 30. XIV stulecia, opowiada niezwykłą historię Jerzego-Margera – młodego Litwina przetrzymywanego w Malborku i wychowywanego od dziecka przez Krzyżaków w zamiarze wykorzystania go przeciw rodakom. Dzięki przypadkowi, porwane niegdyś dziecko książęce – młody kunigas, odkrywa swe prawdziwe pochodzenie i zaczyna myśleć o ucieczce. Przypadkiem też poznaje (również porwaną i chowaną w niewoli) młodą Litwinkę Barbarę-Baniutę. Z pomocą innych Litwinów pozostających dotąd w służbie Krzyżaków uciekają z malborskiego zamku i chronią się w niedostępnych puszczach litewskich.
Jako obcy i wyrodzony ze swoich, Jerzy początkowo zostaje przez nich niechętnie i podejrzliwie przyjęty, zaś odebrana mu dziewczyna ma być przeznaczona na służkę pogańskiego bóstwa. Gwałtowny sprzeciw młodego kunigasa niweczy ten zamiar: po rozpoznaniu go przez przybyłą matkę, dzięki jego nieustępliwości Baniuta zostaje uwolniona i wszyscy udają się do ojczystych Pillen – nadgranicznego grodu zagrożonego właśnie napadem Krzyżaków. W końcowej części utworu raptownie następują po sobie: triumfalny powrót, śmierć dziada Jerzego-Margera i jego pogrzeb, wesele młodej pary oraz dramatyczna walka obrońców podczas krzyżackiego oblężenia. Powieść zamyka posępny obraz ludu ginącego w płonących Pillenach.

## Postacie

### Litwini

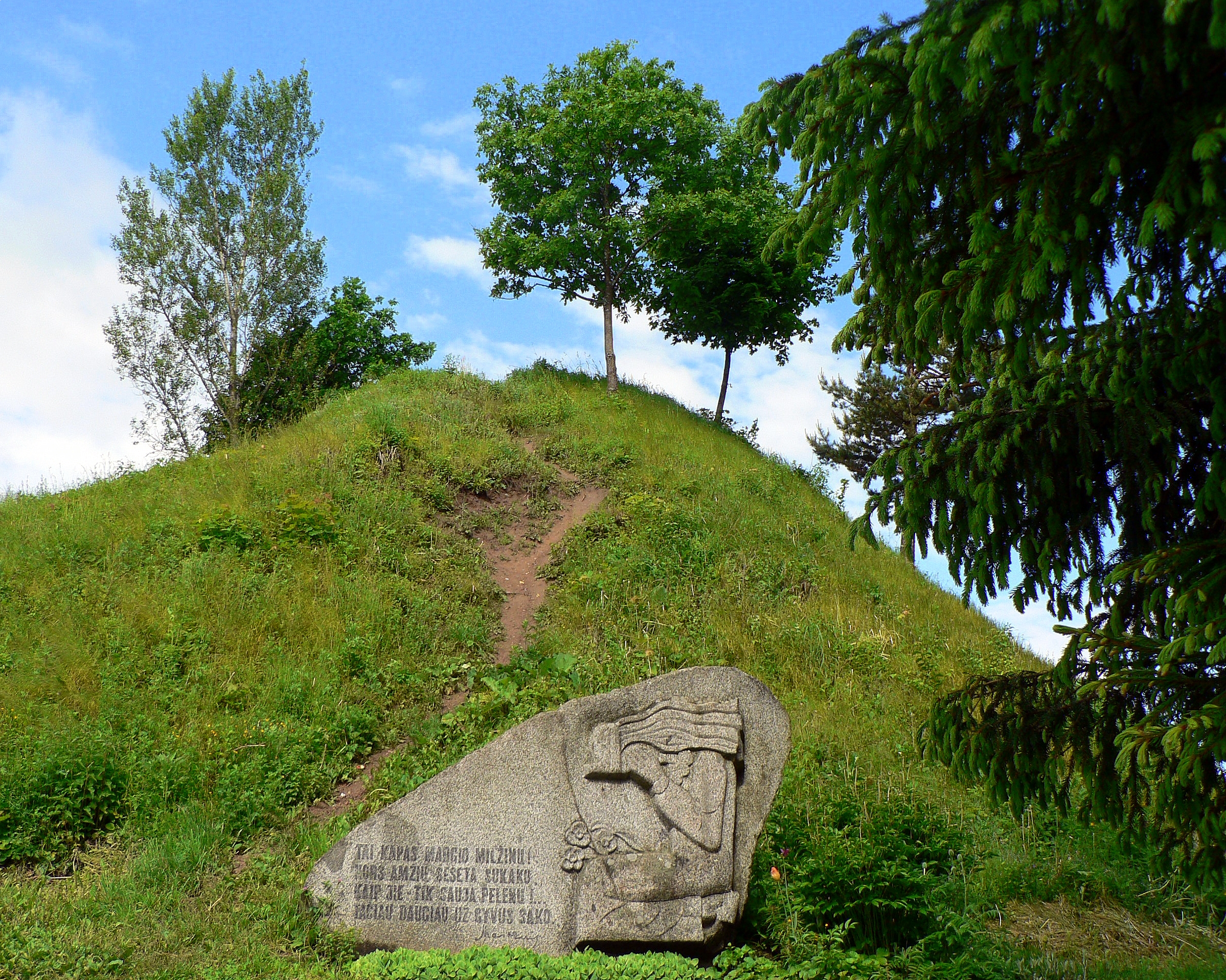
Fragment obwałowań i pomnik pamięci Margera oraz obrońców grodu w Puniach (powieściowych Pillenach)

- Marger-Jerzy – tytułowy kunigas, w dzieciństwie porwany i wychowywany przez Krzyżaków
- Baniuta-Barbara – dziewczyna porwana przez Krzyżaków, ukochana Margera
- Rymos – krzyżacki pachołek, towarzysz niewoli i niedoli Jerzego
- Szwentas – renegat wysługujący się szpiegowsko Krzyżakom
- Reda – wdowa po zabitym kunigasie z Pillen, matka Margera-Jerzego
- Walgutis – jej dogorywający ojciec, dziad Margera
- Wiżunas – zastępujący Margera dowódca obrony grodu
- Jargała – stara szlachcianka, matka Baniuty
- Konis – wejdalota, młody kapłan świątyni Perkuna

### Krzyżacy
- Brat Bernard – zasłużony Krzyżak, opiekun Jerzego w malborskiej niewoli
- Brat Sylwester – zakonny szpitalnik, opiekun Jerzego w chorobie
- Luder – wielki mistrz zakonu pochodzący ze znakomitego rodu
- Siegfried von Ortlopp – jeden z poważanych Krzyżaków, krewny Gmundy
- Gmunda Lewen – krewna Siegfrieda, właścicielka „dworu gościnnego” w mieście i pani Baniuty
- Dietrich von Pynau – osadnik niemiecki na folwarku pod Malborkiem, czasowy opiekun Jerzego
- Ojciec Antoniusz – duchowny towarzyszący Krzyżakom

## Cechy powieści
Wykorzystując swe wcześniejsze prace i zainteresowanie przeszłością Litwy, pisarz stworzył stosunkowo zwartą powieść jednotomową o zdramatyzowanej fabule i potoczystej akcji. W całym ogromnym dorobku twórczym Kraszewskiego jest to jedna z czterech powieści niemająca odniesień do historii Polaków i Polski. Przygotowując ją, dość krytycznie wykorzystał dostępne mu źródła, tworząc obraz Krzyżaków i Litwy zgodny z ówczesnym stanem badań i wiedzy. Jak zwykle w swych utworach, umiejętnie połączył plastyczne widzenie przeszłości z imponującą wiedzą tematyczną. Świadectwem sumiennych studiów przygotowawczych jest zarówno zasób litewskiego słownictwa wprowadzony w powieści, jak i opisy obyczajów – np. żałobnych czy weselnych (koniec rozdz. XI). Do uznanych za najlepsze fragmentów należą oparte na pieśniach, podaniach itp. zabytkach mowy litewskiej.

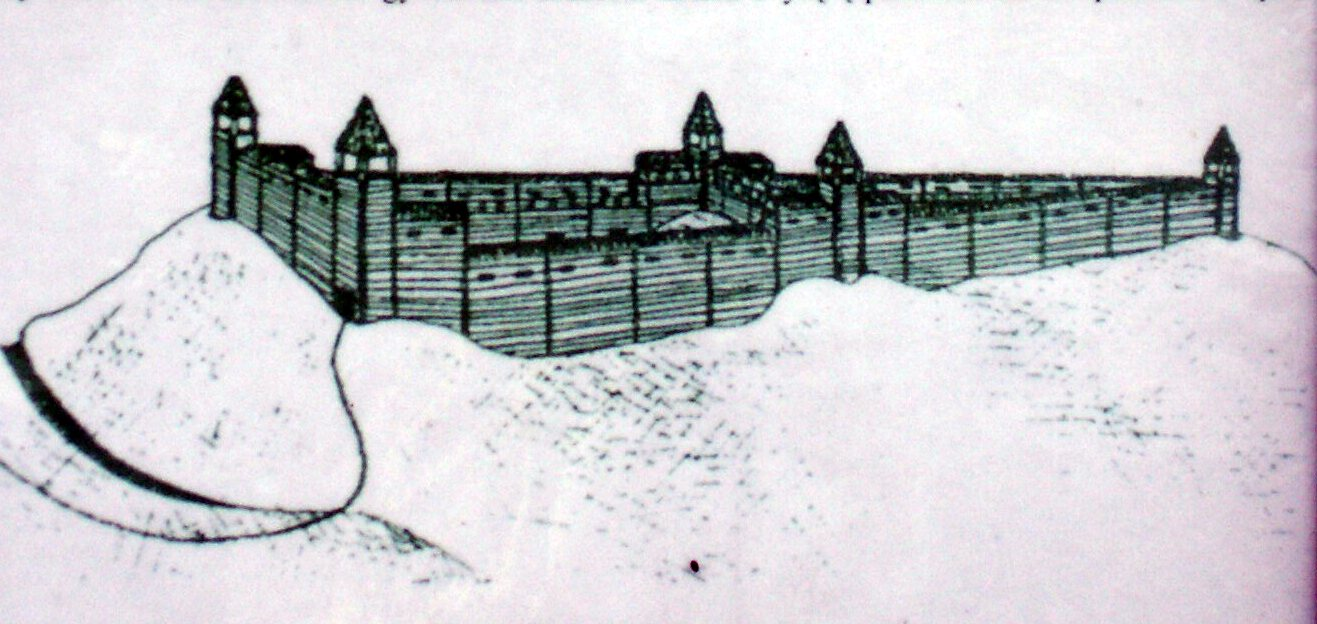
Strach spojrzeć z dala na Pilleny. Olbrzymy tam chyba poznosiły te kłody ciężkie, powiązane z sobą, jakby się zrosły. (rekonstrukcja grodu litewskiego)

Zgodny z ówczesną wiedzą jest i opis umocnionego grodu nad rzeką. Również samo miejsce zdarzeń jest autentyczne – to Punie nad Niemnem (lit. Punia, niem. Pillenen, Pullen). Podobnych miejsc obronnych zwanych "pilkalnie", Litwini posiadali w tym czasie niemało.
W typie tytułowego bohatera tragiczna historia Jerzego-Margera może mieć swą inspirację i w mickiewiczowskim Konradzie Wallenrodzie. Jednakże wallenrodyzm Margera jest innego rodzaju i próby niż jego literackiego poprzednika, gdyż nie waha się on ginąć wraz z rodakami w obronie zagrożonej litewskości i ojczystej granicy. Poza umiejętnie zróżnicowanymi psychologicznie postaciami głównymi (brat Bernard, Baniuta, Reda), na dość istotną wykreowano renegata Szwentasa, który wbrew sobie, odkrywając swą stłumioną litewskość, staje się wiernym wspólnikiem kunigasa. W psychologizacji postaci na uwagę zasługuje jego przemiana duchowa. Obok przekonująco nakreślonych charakterów Bernarda, kunigasa oraz najsłabiej zarysowanej Baniuty, autor trafnie oddał niezwykłą postać i powikłane uczucia matki, która odzyskując z rąk obcych syna, z trudem potrafi zwalczyć uprzedzenia wobec niego.
Wątek miłosny pełni w utworze rolę pomocniczą – początkowo dość niepewny, stopniowo nabiera w całości znaczenia i pogłębia się na tle głównego biegu wydarzeń, aż do tragicznej kulminacji w ostatnim rozdziale powieści. W zdramatyzowanej części końcowej następuje wyraźne przyspieszenie tempa opisywanych wydarzeń i zarazem zmiana nastroju: radość miesza się żałobą. Ponadto w dwóch ostatnich rozdziałach (XI-XII) utwór nabiera charakteru prozy poetyckiej (częściowo zrytmizowanej), zastępującej dotychczasową narrację dialogowo-opisową. Rozdziały te to w istocie rapsod żałobny – hasłem beznadziejnej obrony własnej niepodległości stają się powtarzane w nim słowa: „Raz się umiera”. Zarazem ten swoisty „kostium historyczny” (S. Świerzewski) umiejętnie przesłania bliskie pisarzowi analogie z walką powstańców 1863 roku. Ogólna wymowa i nastrój utworu stanowiły też dość zrozumiałe dla współczesnych ostrzeżenie przed ofensywnym germanizmem, tak często ponawiane przez Kraszewskiego w szeregu jego historycznych powieści.

## Znaczenie i recepcja
Wielokrotnie podkreślano znaczenie tego utworu dla pobudzenia ówczesnej świadomości Litwinów wraz z szacunkiem dla własnej kultury i przeszłości jako wkładem do ich odrodzenia narodowego. O niesłabnącej popularności świadczyć może najnowsze wileńskie wydanie książkowe w tłumaczeniu i opracowaniu Jonasa Kličiusa.
W twórczości nieliterackiej temat ten raz jeszcze został podjęty przez Konstantego Gorskiego w trzyaktowej operze dramatycznej Margier (premiera w 1927), której libretto oparto jednak na utworze Syrokomli.

Pilleny w scenerii dzisiejszej
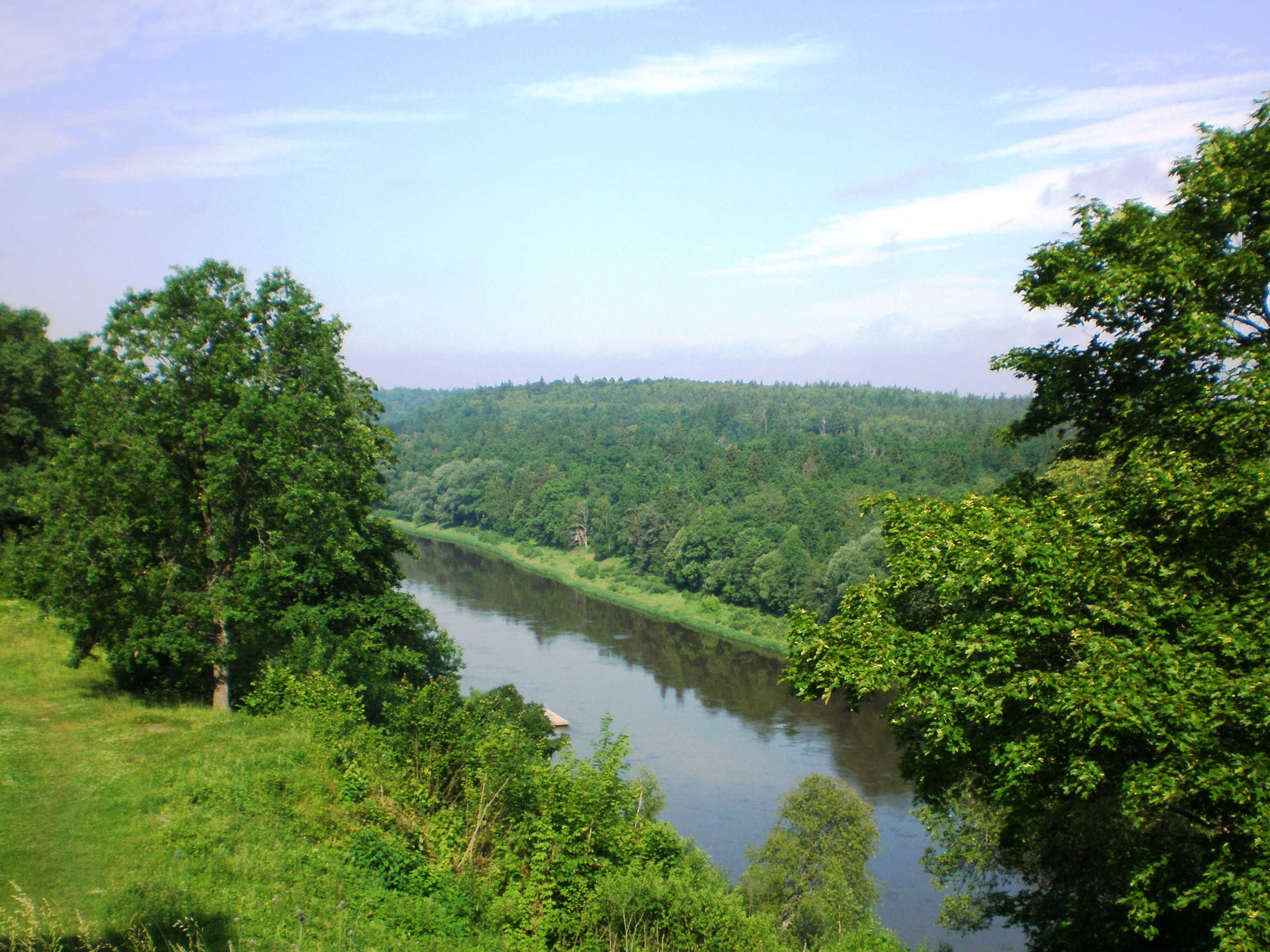
Niemen w okolicy grodu
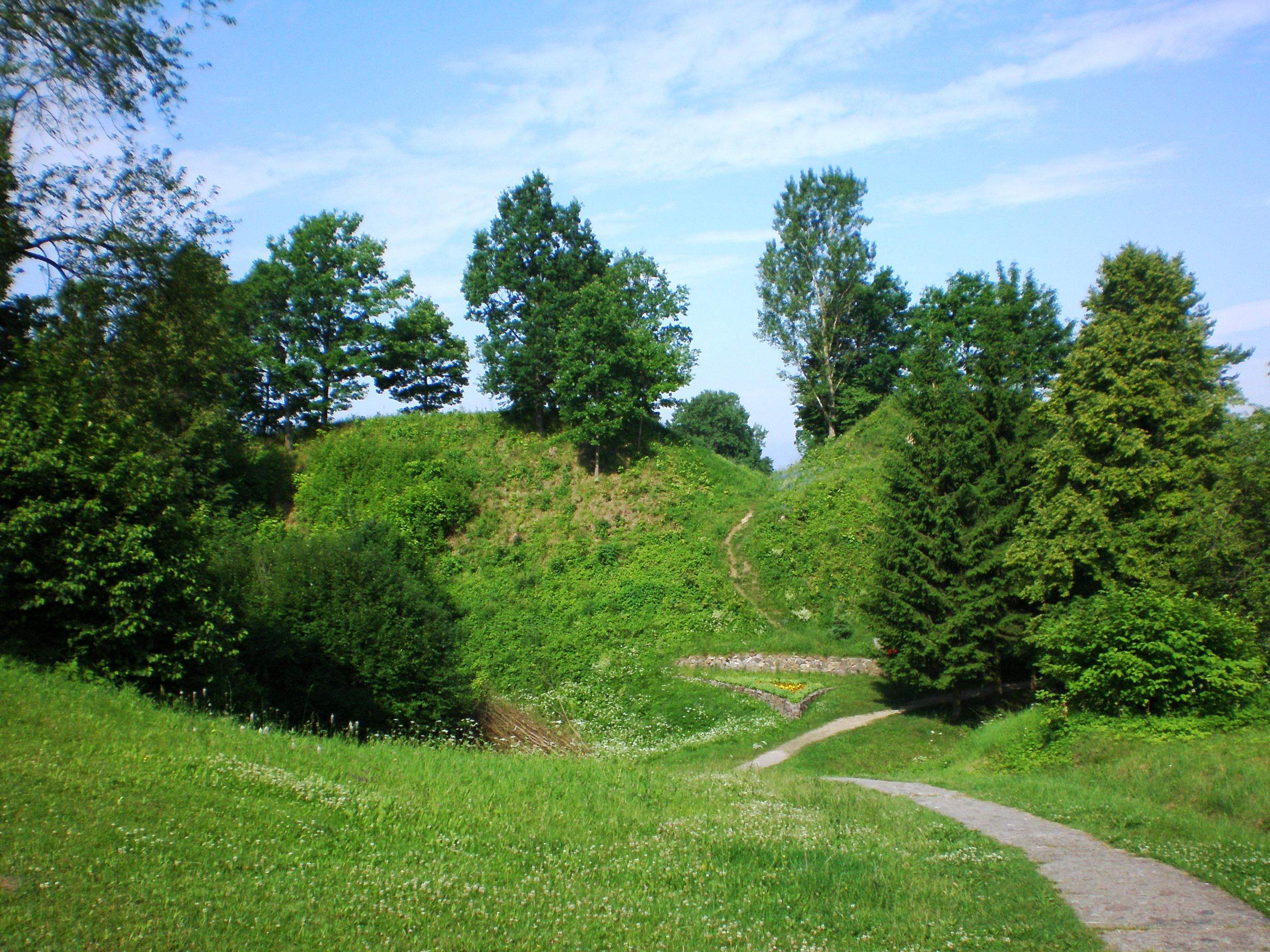
Część zachowanych obwałowań
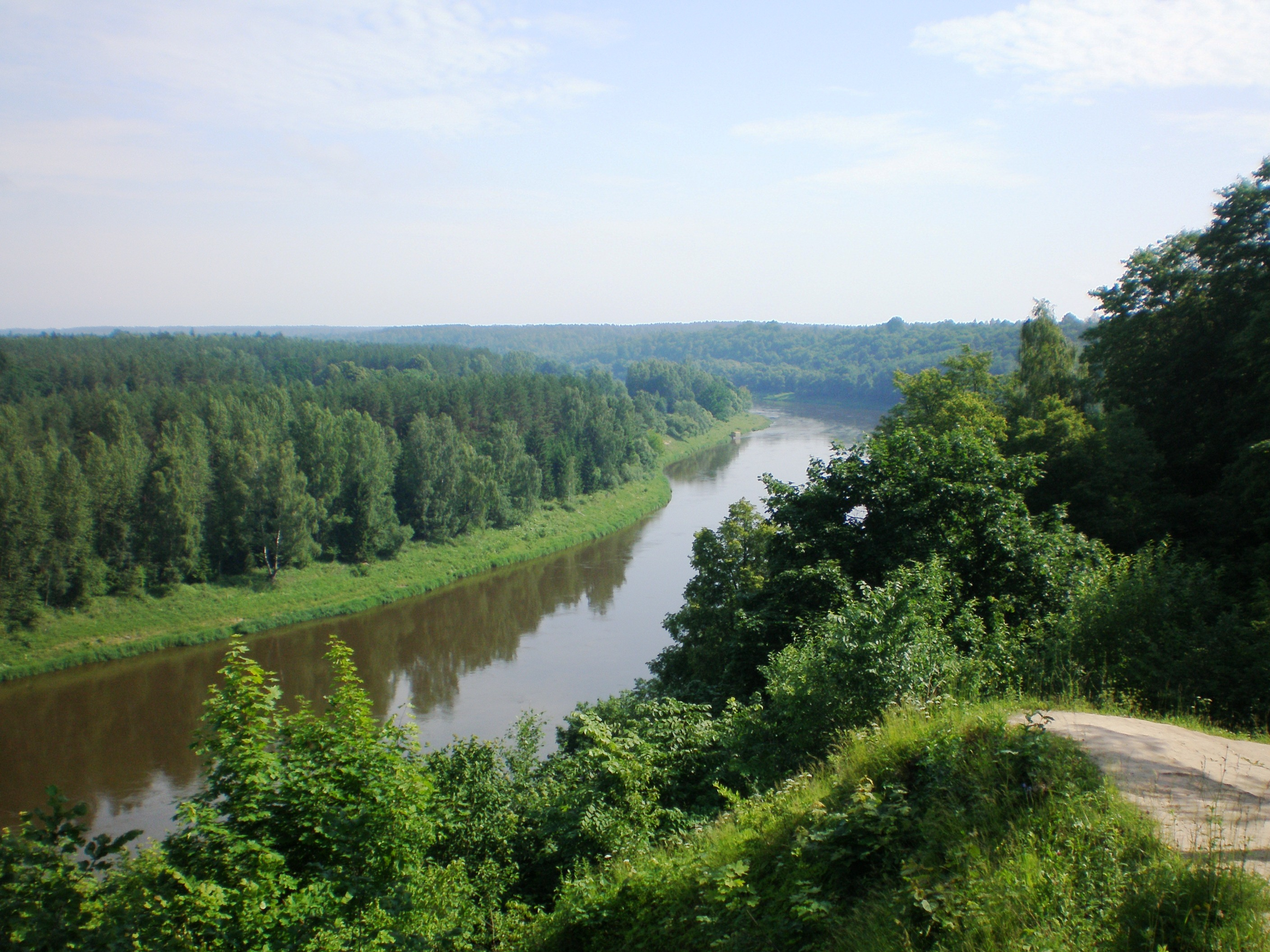
Widok na rzekę z wałów

U stóp wzgórza stary Niemen płynie cicho; wyżłobił sobie wiekami koryto spokojne, skrył się w nim... Objął dokoła wydmę piaszczystą i pagórek, opasał, uścisnął, jakby go pokochał i chciał bronić. Bo też na nim stary pograniczny gródek stoi, mało nie tak dawny jak ojciec Niemen, co go strzeże.